# Google Cloud Print
Google Cloud Print là một dịch vụ của Google cho phép người dùng in từ bất kỳ ứng dụng hỗ trợ Cloud Print nào (trên web, máy tính để bàn, thiết bị di động) trên bất kỳ thiết bị nào trong đám mây mạng đến bất kỳ máy in nào có hỗ trợ gốc để kết nối với dịch vụ in đám mây – mà không cần Google phải tạo và duy trì các hệ thống phụ in cho tất cả các kết hợp phần cứng của thiết bị khách và máy in, và người dùng không phải cài đặt trình điều khiển thiết bị cho máy khách, nhưng với các tài liệu được truyền tải đầy đủ đến Google. Bắt đầu từ ngày 23 tháng 7 năm 2013, dịch vụ cho phép in từ bất kỳ ứng dụng Windows nào, nếu Google Cloud Printer được cài đặt trên máy.
Google Cloud Print đã bị ngừng hoạt động vào ngày 31 tháng 12 năm 2020.